# Dahmer (musikalbum)
Dahmer är det amerikanska grindcore/deathmetal-bandet Macabres tredje fullängdsalbum. Dahmer som gavs ut år 2000 är ett konceptalbum som utgör en biografi över seriemördaren Jeffrey Dahmer.

## Låtlista
1. "Dog Guts"   – 3:15
2. "Hitchhiker"  – 3:30
3. "In the Army Now"  – 1:29
4. "Grandmother's House"  – 2:27
5. "Blood Bank"  – 2:17
6. "Exposure"  – 2:15
7. "Ambassador Hotel"  – 3:52
8. "How 'Bout Some Coffee"  – 1:58
9. "Bath House"  – 1:53
10. "Jeffrey Dahmer and the Chocolate Factory"  – 1:01
11. "Apartment 213"  – 2:38
12. "Drill Bit Lobotomy"  – 1:39
13. "Jeffrey Dahmer Blues"  – 2:28
14. "McDahmers"  – 1:30
15. "Into the Toilet with You"  – 1:43
16. "Coming to Chicago"  – 1:36
17. "Scrub a Dub Dub"  – 3:23
18. "Konerak"  – 1:51
19. "Media Circus"  – 0:22
20. "Temple of Bones"  – 1:39
21. "Trial"  – 2:04
22. "Do the Dahmer"  – 1:35
23. "Baptized"  – 1:31
24. "Christopher Scarver"  – 2:23
25. "Dahmer's Dead"  – 0:33
26. "The Brain"  – 1:17

## Medverkande
- Nefarious – elbas, sång
- Dennis the Menace – trummor
- Corporate Death – gitarr, sång